# 天美佐利命
天美佐利命（あめのみさりのみこと）は、『粟鹿大明神元記』において、粟鹿神社の祭神とされる神である。

## 概要
『粟鹿大明神元記』に記された神話は以下の通りである。

昔、山海や人々の生活も混沌とし、神も天皇になっていない頃、天美佐利命は国を振り固めた。その後、天下が陰り、豪雨が長く続き、洪水が発生し、飢餓や病が流行り、人々が流浪するようになった。天皇は駕き、家臣に命じて占わせた。それによると、大国主命の子の天美佐利命が、まだ朝廷からの尊敬を受けていないため、この災難が起こっているということであった。そのため朝廷は勅命を下し、社殿を建て、12箇所の別所、神戸2烟、神田75町5段180歩を与えた。そして、天美佐利命を祀り、氏と神職を定めるにあたって、大和国の大神神社の氏人（三輪氏）を派遣した。また、祭りや忌月、供日、神宝、礼祭も定めた。これにより、天下は豊かになり、人々も安心して暮らせるようになったという。